# Chiaki Ishikawa
Chiaki Ishikawa (石川智晶, Ishikawa Chiaki) est une chanteuse japonaise née le 29 mars 1969 à Tokyo (Japon). Elle est également la chanteuse du duo See-Saw. Un grand nombre de ses chansons, tant en solo qu'avec See-Saw ont été utilisées dans des anime. Depuis 2003 sa popularité en dehors du Japon a augmenté significativement, tant en tant que membre de See-Saw qu'en tant que chanteuse solo.